# Jorge Daponte
Jorge Daponte (5. června 1923 v Buenos Aires, Argentina – 9. března 1963 v Buenos Aires) byl argentinský automobilový závodník, účastník mistrovství světa Formuli 1.

## Závodní kariéra ve F1
V Mistrovství světa se objevil hned v lednu roku 1954, kdy jel na domácí argentinské Velké ceně. Na startovním roštu stál jako poslední v páté řadě ze sedmnácti startujících. Jeho soukromé Maserati A6GCM se startovním číslem 34 však v osmém kole zastavilo, když ztratil tlak oleje a porouchala se mu převodovka. V této Velké ceně dostal Daponte smyk, vletěl do depa a přejel konstruktéra Enrico Plateho, který na místě zemřel. Do druhé Velké ceny nastoupil v Itálii. Opět v soukromém Maserati A6GCM, tentokrát se startovním číslem 8. Startoval opět z posledního, devatenáctého místa. Tentokrát však to byla až sedmá startovní řada. Velkou cenu dokončil jako poslední, jedenáctý se ztrátou 10 kol za vítězným Fangiem.

## Vítězství
- ve F1 žádného nedosáhl

## Formule 1
- 1952 bez bodů

## Nemistrovské závody
V roce 1954 se účastnil ještě tří nemistrovských závodů vždy na soukromém Maserati A6GCM.
- V GP de Buenos Aires, kterou nedokončil
- V GP de Rouen-Les-Essarts skončil na pátém místě
- V GP de Pescara skončil čtvrtý

## Nejlepší umístění na mistrovství světa F1
- 1954 11. Grand Prix Itálie